# Радио Београд 1
Радио Београд 1 је први програм националне радио-станице Радио Београд, која је у саставу РТС-а.

## Емисије
- Добро јутро децо (најстарија дечја емисија на Балкану)
- Новости дана
- Десет и по
- Фамилиологија
- Српски на српском
- Време спорта и разоноде - постоји од 13. марта 1960. године[2]
- Караван
- У ритму поподнева
- Седмица